# Zhyraornis
Zhyraornis är ett släkte av förhistoriska fåglar som levde under perioden yngre krita. Fossiler har hittats nära Dzharakuduk i Kyzyl Kum, Uzbekistan. Två arter har tilldelats detta släkte: Zhyraornis kashkarovi och Zhyraornis logunovi. Båda är bara kända från partiella bäckenben.